# أودري إميري
أودري إميري (بالإنجليزية: Audrey Emery)‏ هي اقتصادية أمريكية، ولدت في 4 يناير 1904 في سينسيناتي في الولايات المتحدة، وتوفيت في 25 نوفمبر 1971 في ويست بالم بيتش في الولايات المتحدة.